# Lingua eini
La lingua eini è una lingua estinta un tempo parlata nell'Africa sudoccidentale (Repubblica Sudafricana) appartenente alla famiglia delle lingue khoisan.

## Tipologia
La lingua eini apparteneva al gruppo delle lingue khoekhoe settentrionali, compreso nel più grande insieme delle lingue khoe, vicina alla lingua nama (parlata in Namibia) della quale veniva a volte considerata un dialetto.